# Linda Dégh
Linda Dégh (* 18. März 1920 in Budapest, Ungarn; † 19. August 2014 in Bloomington, Indiana, Vereinigte Staaten) war eine ungarische Folkloristin, die in den Vereinigten Staaten lebte und lehrte.

## Leben
Dégh studierte zunächst Volkskunde, Anglistik und ungarische Philologie in Budapest und promovierte dort 1942 über das Volksmärchen des ungarischen Erzählers Pandur. Zwischen 1946 und 1951 arbeitete sie in diversen Bibliotheken der Stadt sowie am Forschungsinstitut für Volkswissenschaft (Folkloristik). Ab 1951 lehrte sie als Oberassistentin, ab 1958 als Dozentin am Lehrstuhl für Folklore der Loránd-Eötvös-Universität Budapest, nachdem sie sich 1955 mit einer Arbeit über die ungarische Märchenüberlieferung habilitierte. 1964 wurde sie Gastprofessorin, kurz darauf Extraordinarius und vier Jahre später schließlich Ordinarius am Folklore Institute der Indiana University in Bloomington (Indiana). Seit 1982 war sie dort Distinguished Professor Emerita.
Sie war von 1966 bis 1969 Präsidentin der Hoosier Folklore Society, von 1971 bis 1973 sowie 1976 Vizepräsidentin und von 1981 bis 1983 Präsidentin der American Folklore Society, von 1989 bis 1999 Vizepräsidentin der International Society for Folk Narrative Research.

## Preise und Auszeichnungen
- 1968 American Philosophy Fellowship
- 1970 Guggenheim-Stipendium
- 1984–1985 Fulbright-Stipendium in Deutschland
- 1989 Centennial Recognition Award der American Folklore Society
- 1990–1991 National Humanities Center Fellowship
- 1991 Hoosier Folklore Society Achievement Award
- 1993 Outstanding Contribution Award der International Society for the Study of Contemporary Legend
- 1995 Pitrè-Preis in Gold
- 1995 Ortutay-Medaille der Hungarian Ethnographic Society Budapest
- 2004 Lifetime Scholarly Achievement Award der American Folklore Society

## Schriften
- Märchen, Erzähler und Erzählgemeinschaft. Dargestellt an der ungarischen Volksüberlieferung. Berlin 1962 (Veröffentlichungen des Instituts für Deutsche Volkskunde 23).
- Folktales and society. Story-telling in a Hungarian peasant community. Bloomington u. a. 1989 (Sammlung Metzler ; 55 : Abteilung E, Poetik).
- American folklore and the mass media. Bloomington u. a. 1994 (Folklore today).
- Legend and belief. Dialectics of a folklore genre. Bloomington [u. a.] 2001.